# Abla
Abla – gmina w Hiszpanii, w prowincji Almería, w Andaluzji, o powierzchni 45,24 km². W 2011 roku gmina liczyła 1465 mieszkańców.